# 曙町 (豊橋市)
曙町（あけぼのちょう）は、愛知県豊橋市の地名。

## 地理
豊橋市南部に位置する。東は西幸町、西は高師町、南は上野町・三本木町・浜道町、北は弥生町に接する。

### 字一覧
- 測点（そくてん）[WEB 5]
- 松並（まつなみ）[WEB 5]
- 南松原（みなみまつばら）[WEB 5]
- 宮前（みやまえ）[WEB 5]
- 若松（わかまつ）[WEB 5]

### 学区
- 高等学校 - 三河学区
- 中学校 - 豊橋市立高師台中学校（字測点・字南松原・字若松）・豊橋市立本郷中学校（字松並の一部・字宮前）・豊橋市立南部中学校（字松並の一部）[WEB 6]
- 小学校 - 豊橋市立幸小学校（字測点・字南松原・字若松）・豊橋市立高師小学校（字松並の一部・字宮前）・豊橋市立栄小学校（字松並の一部）[WEB 6]

## 歴史

### 人口の変遷
国勢調査による人口および世帯数の推移。
| 1995年（平成7年）  | 2848世帯 7798人 |  |
| 2000年（平成12年） | 2828世帯 7470人 |  |
| 2005年（平成17年） | 2966世帯 7468人 |  |
| 2010年（平成22年） | 2856世帯 7236人 |  |
| 2015年（平成27年） | 2819世帯 7024人 |  |

### 沿革
- 1951年（昭和26年） - 大日本紡績（のちユニチカ）豊橋工場が設置[1]。
- 1953年（昭和28年） - 豊橋市高師町・三本木町・上野町の各一部により、同市曙町が成立[1]。
- 1957年（昭和32年） - 高師町・三本木町・浜道町の各一部を編入する[1]。

## 交通
- 愛知県道407号伊古部南栄線[2]
- 愛知県道405号小松原小池線[2]

## 施設
- 豊橋市と畜場[2]
- 経済連食肉地方卸売市場[2]
- 豊橋市高師台窓口センター[2]
- 豊橋市南消防署[2]
- 曙幼稚園[2]
- コモンステージミラまち

- 南消防署

### WEB
1. ↑  “愛知県豊橋市の町丁・字一覧”.   人口統計ラボ. 2023年4月13日閲覧。
2. ↑  総務省統計局 (2017年1月27日). “平成27年国勢調査の調査結果(e-Stat) - 男女別人口及び世帯数 －町丁・字等” (CSV). 2021年7月21日閲覧。
3. ↑  “愛知県豊橋市の郵便番号一覧”.   日本郵便. 2023年4月13日閲覧。
4. ↑  “市外局番の一覧” (PDF).   総務省 (2022年3月1日). 2022年3月22日閲覧。
5. 1 2 3 4 5  “愛知県豊橋市 住所一覧から地図を検索”.   ONE COMPATH. 2023年8月17日閲覧。
6. 1 2  豊橋市教育委員会学校教育課学事グループ (2022年4月1日). “豊橋市立小・中学校 通学区域早見表” (PDF).   豊橋市. 2023年9月20日閲覧。
7. ↑  総務省統計局 (2014年3月28日). “平成7年国勢調査の調査結果(e-Stat) - 男女別人口及び世帯数 －町丁・字等” (CSV). 2021年7月20日閲覧。
8. ↑  総務省統計局 (2014年5月30日). “平成12年国勢調査の調査結果(e-Stat) - 男女別人口及び世帯数 －町丁・字等” (CSV). 2021年7月20日閲覧。
9. ↑  総務省統計局 (2014年6月27日). “平成17年国勢調査の調査結果(e-Stat) - 男女別人口及び世帯数 －町丁・字等” (CSV). 2021年7月21日閲覧。
10. ↑  総務省統計局 (2012年1月20日). “平成22年国勢調査の調査結果(e-Stat) - 男女別人口及び世帯数 －町丁・字等” (CSV). 2021年7月21日閲覧。
11. ↑  総務省統計局 (2017年1月27日). “平成27年国勢調査の調査結果(e-Stat) - 男女別人口及び世帯数 －町丁・字等” (CSV). 2021年7月21日閲覧。

### 書籍
1. 1 2 3 4  「角川日本地名大辞典」編纂委員会 1989, p. 84.
2. 1 2 3 4 5 6 7 8 9  「角川日本地名大辞典」編纂委員会 1989, p. 1782.